# Stamboom Wilhelmina van Pruisen (1751-1820)
Dit is de stamboom van Wilhelmina van Pruisen (1751-1820).
| Stamboom Wilhelmina van Pruisen (1751-1820)                                      | Stamboom Wilhelmina van Pruisen (1751-1820)                                                | Stamboom Wilhelmina van Pruisen (1751-1820)                                                | Stamboom Wilhelmina van Pruisen (1751-1820)                                                | Stamboom Wilhelmina van Pruisen (1751-1820)                                                | Stamboom Wilhelmina van Pruisen (1751-1820)                                                | Stamboom Wilhelmina van Pruisen (1751-1820)                                                | Stamboom Wilhelmina van Pruisen (1751-1820)                                                              | Stamboom Wilhelmina van Pruisen (1751-1820)                                                              | Stamboom Wilhelmina van Pruisen (1751-1820)                                                | Stamboom Wilhelmina van Pruisen (1751-1820)                                                                            | Stamboom Wilhelmina van Pruisen (1751-1820)                                                                            | Stamboom Wilhelmina van Pruisen (1751-1820)                                                                            | Stamboom Wilhelmina van Pruisen (1751-1820)                                                                            | Stamboom Wilhelmina van Pruisen (1751-1820)                                                                            | Stamboom Wilhelmina van Pruisen (1751-1820)                                                                            | Stamboom Wilhelmina van Pruisen (1751-1820)                                                                            | Stamboom Wilhelmina van Pruisen (1751-1820)                                                                            | Stamboom Wilhelmina van Pruisen (1751-1820)                                                                            |
| -------------------------------------------------------------------------------- | ------------------------------------------------------------------------------------------ | ------------------------------------------------------------------------------------------ | ------------------------------------------------------------------------------------------ | ------------------------------------------------------------------------------------------ | ------------------------------------------------------------------------------------------ | ------------------------------------------------------------------------------------------ | --- | --- | ------------------------------------------------------------------------------------------ | --- | --- | --- | --- | --- | --- | --- | --- | --- |
| Grootouders                                                                      | Frederik Willem I van Pruisen (1688-1740) x 1706 Sophia Dorothea van Hannover (1687-1757)  | Frederik Willem I van Pruisen (1688-1740) x 1706 Sophia Dorothea van Hannover (1687-1757)  | Frederik Willem I van Pruisen (1688-1740) x 1706 Sophia Dorothea van Hannover (1687-1757)  | Frederik Willem I van Pruisen (1688-1740) x 1706 Sophia Dorothea van Hannover (1687-1757)  | Frederik Willem I van Pruisen (1688-1740) x 1706 Sophia Dorothea van Hannover (1687-1757)  | Frederik Willem I van Pruisen (1688-1740) x 1706 Sophia Dorothea van Hannover (1687-1757)  | Frederik Willem I van Pruisen (1688-1740) x 1706 Sophia Dorothea van Hannover (1687-1757)                | Frederik Willem I van Pruisen (1688-1740) x 1706 Sophia Dorothea van Hannover (1687-1757)                | Frederik Willem I van Pruisen (1688-1740) x 1706 Sophia Dorothea van Hannover (1687-1757)  | Ferdinand Albrecht II van Brunswijk-Bevern (1680-1735) x 1712 Antoinette Amalie van Brunswijk-Wolfenbüttel (1696-1762) | Ferdinand Albrecht II van Brunswijk-Bevern (1680-1735) x 1712 Antoinette Amalie van Brunswijk-Wolfenbüttel (1696-1762) | Ferdinand Albrecht II van Brunswijk-Bevern (1680-1735) x 1712 Antoinette Amalie van Brunswijk-Wolfenbüttel (1696-1762) | Ferdinand Albrecht II van Brunswijk-Bevern (1680-1735) x 1712 Antoinette Amalie van Brunswijk-Wolfenbüttel (1696-1762) | Ferdinand Albrecht II van Brunswijk-Bevern (1680-1735) x 1712 Antoinette Amalie van Brunswijk-Wolfenbüttel (1696-1762) | Ferdinand Albrecht II van Brunswijk-Bevern (1680-1735) x 1712 Antoinette Amalie van Brunswijk-Wolfenbüttel (1696-1762) | Ferdinand Albrecht II van Brunswijk-Bevern (1680-1735) x 1712 Antoinette Amalie van Brunswijk-Wolfenbüttel (1696-1762) | Ferdinand Albrecht II van Brunswijk-Bevern (1680-1735) x 1712 Antoinette Amalie van Brunswijk-Wolfenbüttel (1696-1762) | Ferdinand Albrecht II van Brunswijk-Bevern (1680-1735) x 1712 Antoinette Amalie van Brunswijk-Wolfenbüttel (1696-1762) |
| Ouders                                                                           | August Willem van Pruisen (1722-1758) x 1742 Amalia van Brunswijk-Wolfenbüttel (1722-1780) | August Willem van Pruisen (1722-1758) x 1742 Amalia van Brunswijk-Wolfenbüttel (1722-1780) | August Willem van Pruisen (1722-1758) x 1742 Amalia van Brunswijk-Wolfenbüttel (1722-1780) | August Willem van Pruisen (1722-1758) x 1742 Amalia van Brunswijk-Wolfenbüttel (1722-1780) | August Willem van Pruisen (1722-1758) x 1742 Amalia van Brunswijk-Wolfenbüttel (1722-1780) | August Willem van Pruisen (1722-1758) x 1742 Amalia van Brunswijk-Wolfenbüttel (1722-1780) | August Willem van Pruisen (1722-1758) x 1742 Amalia van Brunswijk-Wolfenbüttel (1722-1780)               | August Willem van Pruisen (1722-1758) x 1742 Amalia van Brunswijk-Wolfenbüttel (1722-1780)               | August Willem van Pruisen (1722-1758) x 1742 Amalia van Brunswijk-Wolfenbüttel (1722-1780) | August Willem van Pruisen (1722-1758) x 1742 Amalia van Brunswijk-Wolfenbüttel (1722-1780)                             | August Willem van Pruisen (1722-1758) x 1742 Amalia van Brunswijk-Wolfenbüttel (1722-1780)                             | August Willem van Pruisen (1722-1758) x 1742 Amalia van Brunswijk-Wolfenbüttel (1722-1780)                             | August Willem van Pruisen (1722-1758) x 1742 Amalia van Brunswijk-Wolfenbüttel (1722-1780)                             | August Willem van Pruisen (1722-1758) x 1742 Amalia van Brunswijk-Wolfenbüttel (1722-1780)                             | August Willem van Pruisen (1722-1758) x 1742 Amalia van Brunswijk-Wolfenbüttel (1722-1780)                             | August Willem van Pruisen (1722-1758) x 1742 Amalia van Brunswijk-Wolfenbüttel (1722-1780)                             | August Willem van Pruisen (1722-1758) x 1742 Amalia van Brunswijk-Wolfenbüttel (1722-1780)                             | August Willem van Pruisen (1722-1758) x 1742 Amalia van Brunswijk-Wolfenbüttel (1722-1780)                             |
| Wilhelmina van Pruisen (1751-1820) x 1767 Willem V van Oranje-Nassau (1748-1806) |                                                                                            |                                                                                            |                                                                                            |                                                                                            |                                                                                            |                                                                                            | | |                                                                                            | | | | | | | | | |
| Kinderen                                                                         | nn (1769)                                                                                  | nn (1769)                                                                                  | Louise (1770-1819) x 1790 Karel George van Brunswijk-Wolfenbüttel (1766-1806)              | Louise (1770-1819) x 1790 Karel George van Brunswijk-Wolfenbüttel (1766-1806)              | nn (1771)                                                                                  | nn (1771)                                                                                  | Willem I (1772-1843)                                                                                     | Willem I (1772-1843)                                                                                     | Willem I (1772-1843)                                                                       | Willem I (1772-1843)                                                                                                   | Willem I (1772-1843)                                                                                                   | Willem I (1772-1843)                                                                                                   | Willem I (1772-1843)                                                                                                   | Willem I (1772-1843)                                                                                                   | Willem I (1772-1843)                                                                                                   | Willem I (1772-1843)                                                                                                   | Frederik (1774-1799)                                                                                                   | Frederik (1774-1799)                                                                                                   |
| Kinderen                                                                         | nn (1769)                                                                                  | nn (1769)                                                                                  | Louise (1770-1819) x 1790 Karel George van Brunswijk-Wolfenbüttel (1766-1806)              | Louise (1770-1819) x 1790 Karel George van Brunswijk-Wolfenbüttel (1766-1806)              | nn (1771)                                                                                  | nn (1771)                                                                                  | x 1791 Wilhelmina van Pruisen (1774-1837)                                                                | x 1791 Wilhelmina van Pruisen (1774-1837)                                                                | x 1791 Wilhelmina van Pruisen (1774-1837)                                                  | x 1791 Wilhelmina van Pruisen (1774-1837)                                                                              | x 1791 Wilhelmina van Pruisen (1774-1837)                                                                              | x 1791 Wilhelmina van Pruisen (1774-1837)                                                                              | x 1791 Wilhelmina van Pruisen (1774-1837)                                                                              | x 1791 Wilhelmina van Pruisen (1774-1837)                                                                              | x 1841 Henriëtte d'Oultremont de Wégimont (1792-1864)                                                                  | x 1841 Henriëtte d'Oultremont de Wégimont (1792-1864)                                                                  | Frederik (1774-1799)                                                                                                   | Frederik (1774-1799)                                                                                                   |
| Kleinkinderen                                                                    | -                                                                                          | -                                                                                          | -                                                                                          | -                                                                                          | -                                                                                          | -                                                                                          | Willem II (1792-1849)                                                                                    | Willem II (1792-1849)                                                                                    | Frederik (1797-1881)                                                                       | Frederik (1797-1881)                                                                                                   | Paulina (1800-1806) | Paulina (1800-1806) | Marianne (1810-1883)                                                                                                   | Marianne (1810-1883)                                                                                                   | - | - | - | - |
| Achterkleinkinderen                                                              | -                                                                                          | -                                                                                          | -                                                                                          | -                                                                                          | -                                                                                          | -                                                                                          | Willem III (1817-1890) Alexander (1818-1848) Hendrik (1820-1879) Ernst Casimir (1822) Sophie (1824-1897) | Willem III (1817-1890) Alexander (1818-1848) Hendrik (1820-1879) Ernst Casimir (1822) Sophie (1824-1897) | Louise (1828-1871) Willem (1833-1834) Frederik (1836-1846) Maria (1841-1910)               | Louise (1828-1871) Willem (1833-1834) Frederik (1836-1846) Maria (1841-1910)                                           | - | - | Charlotte (1831-1855) zoon (1832) Albert (1837-1906) Elisabeth (1840) Alexandrine (1842-1906)                          | Charlotte (1831-1855) zoon (1832) Albert (1837-1906) Elisabeth (1840) Alexandrine (1842-1906)                          | - | - | - | - |